# خدنگ پوسارگه
خدنگ پوسارگه (نام علمی: Dologale dybowskii) نام یک گونه از تیره خدنگ است.